# Éméville

Éméville este o comună în departamentul Oise, Franța. În 1 ianuarie 2022 avea o populație de 285 de locuitori.